# جورج نيل
جورج نيل (بالإنجليزية: George Neill)‏ هو لاعب كرة قدم بريطاني (وحمل سابقاً جنسية المملكة المتحدة لبريطانيا العظمى وأيرلندا) في مركز الدفاع، ولد في 1874 في المملكة المتحدة، وتوفي في 1905 بسبب سل. لعب مع نادي ميلوول ووست هام يونايتد وThames Ironworks F.C. ‏.

## وصلات خارجية
- جورج نيل على موقع قاعدة بيانات كرة القدم.إي يو (الإنجليزية)